# بخش بلوبری، وادنا، مینه سوتا
بخش بلوبری (به انگلیسی: Blueberry Township) یک منطقهٔ مسکونی در ایالات متحده آمریکا است که در شهرستان وادنا، مینه‌سوتا واقع شده‌است.
 بخش بلوبری ۸۲٫۸ کیلومتر مربع مساحت و ۷۳۲ نفر جمعیت دارد و ۴۱۹ متر بالاتر از سطح دریا واقع شده‌است.